# Filip Křepelka
Filip Křepelka (* 12. únor 1974 Brno) je český právník, vysokoškolský učitel a akademický funkcionář. V letech 2003–2005 zastával funkci předsedy Akademického senátu Právnické fakulty Masarykovy univerzity. Mezi roky 2006–2011 působil jako předseda Akademického senátu Masarykovy univerzity. Věnuje se právu Evropské unie a od roku 2015 je vedoucím Katedry mezinárodního a evropského práva Právnické fakulty Masarykovy univerzity.

## Život
V roce 1992 absolvoval obor programování na Gymnáziu Vídeňská, poté v letech 1992–1997 studoval magisterský obor Právo na Právnické fakultě Masarykovy univerzity. V doktorském studiu práva Evropské unie v letech 1997–2002 se zaměřil na omezování státních podpor v mezinárodním a evropském právu. V roce 2001 absolvoval taktéž rigorózní řízení s prací na téma právní úpravy klinického hodnocení léčiv. V roce 2009 habilitoval s prací na téma Evropská a světová liberalizace obchodu službami. V roce 2023 byl jmenován profesorem.
Od roku 1997 působí jako pedagog na Právnické fakulty Masarykovy univerzity. V letech 1998–2003 byl asistentem místopředsedy a následně předsedy Ústavního soudu, mezi roky 2004–2008 pak odborným poradcem pro evropské právo na Nejvyšším správním soudě. V roce 2015 se stal vedoucím Katedry Mezinárodního a evropského práva Právnické fakulty Masarykovy univerzity.
Už od dob svého studia působí v akademické samosprávě. V letech 2003–2005 byl předsedou Akademického senátu Právnické fakulty Masarykovy univerzity, mezi roky 2006–2011 pak předsedou Akademického senátu Masarykovy univerzity. Od roku 2015 je také místopředsedou Etické komise pro výzkum Masarykovy univerzity a v roce 2018 se opět stal členem Vědecké rady Právnické fakulty Masarykovy univerzity, ve které působil již v letech 2011–2015.

## Kritika akademické samosprávy
V děkanských volbách na Právnické fakultě Masarykovy univerzity roku 2014 o jeden hlas zvítězila Markéta Selucká. Filip Křepelka poté vyčítal studentským zástupcům, že využili rovného zastoupení k tomu, aby prosadili kandidátku, která neměla širokou podporu akademických pracovníků. Začal taktéž otevřeně kritizovat rovné zastoupení studentů a akademických pracovníků ve fakultním akademickém senátu.
| „                | Nelze očekávat, že bude úspěšnou děkanka, která čelí hluboké nedůvěře výrazné většiny svých kolegů. Považují ji – a považuji ji jmenovitě též já sám – za zcela nezkušenou pro řízení fakulty a vybavenou povahovými rysy ztěžujícími osvojení těchto zkušeností. Mrzí mě, že tomuto našemu postoji nevěnovali pozornost studentští senátoři při své volbě. | “ |
| — Filip Křepelka | |   |

Domnívá se, že právě v případě voleb děkana je rovné zastoupení studentů a akademických pracovníků problém. Prosazuje proto rozšíření komory akademických pracovníků o dvojnásobek a její rozdělení na komoru asistentů a odborných asistentů a komoru docentů a profesorů. Na druhou stranu však podporuje zákaz majorizace, aby i přes takovou změnu byli akademičtí pracovníci nuceni se studenty pracovat na kompromisech. Prosazuje také, aby studenti měli svého zástupce též v komisi výběrového řízení pro akademické pracovníky a podporuje, aby získali možnost se vyjadřovat k habilitačním a profesorským řízením.
V roce 2018 kandidoval na děkana Právnické fakulty Masarykovy univerzity. Ve volbě se utkal s Markétou Seluckou a Martinem Škopem. Postoupil do druhého kola volby, ve kterém pak zvítězil Martin Škop.